# Tetrapeptid

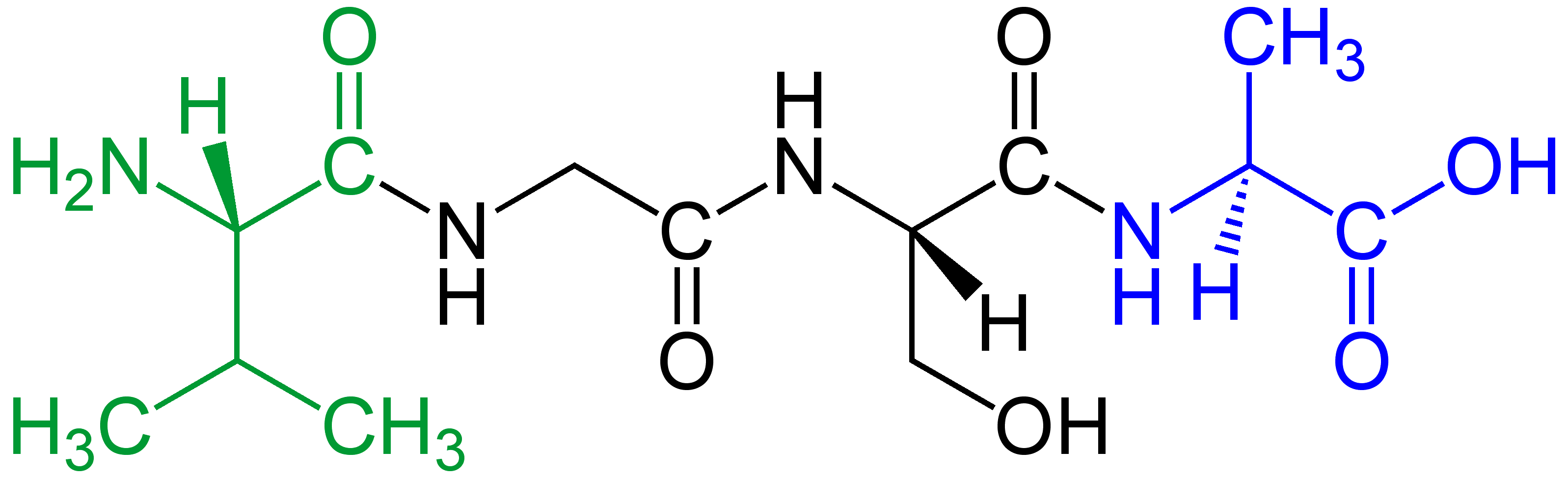
Ukázka tetrapeptidu Val-Gly-Ser-Ala, zeleně amino konec (L-Valin) a modře karboxylový konec (L-Alanin).

Tetrapeptidy jsou oligopeptidy s molekulou složenou ze čtyř molekul aminokyselin, které jsou spojené peptidovou vazbou.
V přírodě jsou přítomny lineární a cyklické tetrapeptidy (CTP). Cyklické tetrapeptidy mohou být cyklizovány čtvrtým peptidem nebo jinými kovalentními vazbami.
Mnoho tetrapeptidů je farmakologicky aktivních, často vykazují afinitu a specifičnost pro různé receptory bílkovin.

## Příklady tetrapeptidů
- Tuftsin (L-threonyl-L-lysyl-L-prolyl-L-arginin) souvisí především s funkcí imunitního systému.
- Rigin (glycyl-L-glutaminyl-L-prolyl-L-arginin) souvisí s funkcemi podobnými funkcím tuftsinu.
- Postin (Lys-Pro-Pro-Arg) je N-terminální tetrapeptid cystatinu C a antagonista tuftsinu.
- Endomorfin-1 (H-Tyr-Pro-Trp-Phe-NH2) a endomorfin-2 (H-Tyr-Pro-Phe-Phe-NH2) jsou tetrapeptidy s nejvyšší známou afinitou a specifičností opioidního receptoru μ.
- Morfin (H-Tyr-Pro-Phe-Pro-NH2) je kasomofin peptid izolovaný z β-kaseinu.
- Lepkové exorfiny A4 (H-Gly-Tyr-Tyr-Pro-OH) a B4 (H-Tyr-Gly-Gly-Trp-OH) jsou peptidy izolované z lepku.
- Tyrosin-MIF-1 (H-Tyr-Pro-Leu-Gly-NH2) je endogenní opioidní modulátor.
- Tetragastrin (N-((fenylmethoxy)carbonyl)-L-tryptophyl-L-methionyl-L-aspartyl-L-fenylalaninamid) je C-terminální tetrapeptid gastrinu. Jedná se o nejmenší peptidový fragment gastrinu, který má stejnou fyziologickou a farmakologickou aktivitu jako gastrin.
- Kentsin (H-Thr-Pro-Arg-Lys-OH) je antikoncepční tetrapeptid, který se poprvé izoloval od křečků.
- Achatin-I (glycyl-fenylalanyl-alanyl-asparantní kyselina) je neuroexcitační tetrapeptid z obřího afrického hlemýždě (Achatina fulica).
- Tentoxin (cyklo-N-methyl-L-alanyl-L-leucyl-N-methyl- trans-dehydrophenyl-alanyl-glycyl)) je přírodní cyklický tetrapeptid produkovaný fytopatogenními houbami rodu Alternaria.
- Rapastinel (H-Thr-Pro-Pro-Thr-NH2) je parciální agonista NMDA receptoru.
- HC-toxin cyklo (D-Pro-L-Ala-D-Ala-L-Aeo), kde Aeo je 2-amino-8-oxo-9,10-epoxidová kyselina dekanoová, je faktor virulence pro houbu Cochliobolus carbonum na hostiteli - kukuřici.
- Elamipretid (D-Arg-dimethylTyr-Lys-Phe-NH2) je lékový preparát, který se zaměřuje na mitochondrie.